# Argyrops megalommatus
Argyrops megalommatus es una especie de peces de la familia Sparidae en el orden de los Perciformes.

## Distribución geográfica
Se encuentra en las  costas del Mar Rojo.